# Chapada Gaúcha
Chapada Gaúcha là một đô thị thuộc bang Minas Gerais, Brasil. Đô thị này có diện tích 3214,698 km², dân số năm 2007 là 10266 người, mật độ 2,9 người/km².